# Usiología

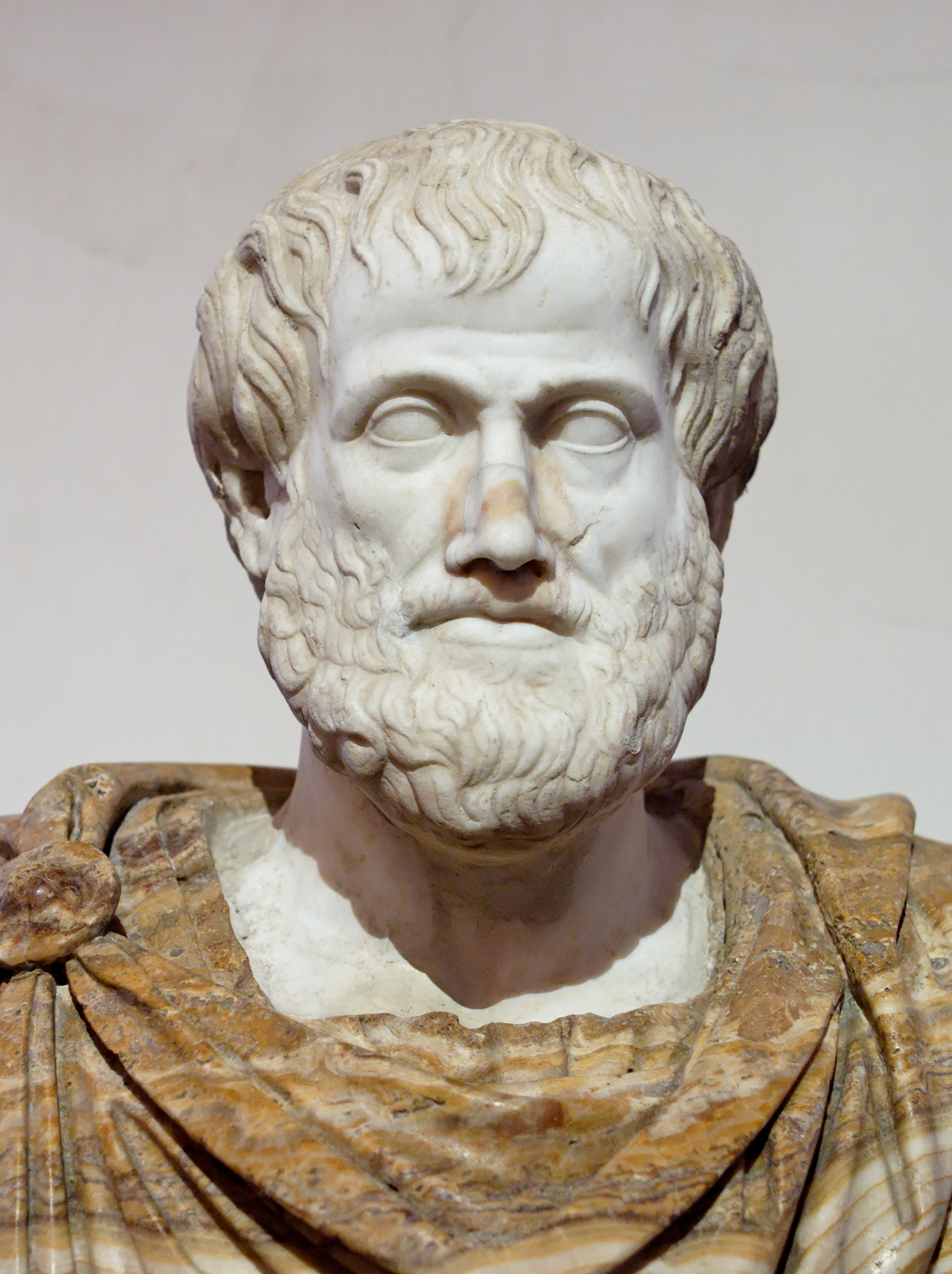
Busto de Aristóteles en Roma, palacio Altemps.

En filosofía, se denomina usiología al estudio de la esencia.
Siguiendo a Aristóteles en su Metafísica, la usiología es junto a la ontología, la etiología y la teología una de las ramas de la metafísica como disciplina. El filósofo italiano Giovanni Reale considera que, dado que la sustancia o ousía es el «centro unificador de los significados del ser», la «ontología aristotélica es básicamente una usiología».

## Etimología
El término «usiología» es un compuesto conformado por otros dos términos:
- La palabra «ousía» (del griego oὐσία, ousía, que significa «esencia».
- El sufijo -logía, derivado del término «logos» (del griego λóγος), con el significado de «estudio de».

## Usiología en Aristóteles
Respecto a sus predecesores, Aristóteles reduce los problemas de la ontología a un núcleo central en torno a la cuestión de la ousía o sustancia. Así, el filósofo estagirita afirma que el punto de llegada de la metafísica está en determinar qué sustancias existen. Esto es, si sólo las sustancias sensibles, tal como afirman los naturalistas, o también las sustancias suprasensibles, más en consonancia con la Teoría de las formas de Platón.
No obstante, Aristóteles no puede resolver ese problema sin abordar antes otro asunto, a saber: ¿qué es la sustancia en general? Es decir, para averiguar qué si sólo existen sustancias sensibles o también suprasensibles, antes es necesario aclarar qué es la sustancia o ousía.